# Tabernaemontana debrayi
Tabernaemontana debrayi är en oleanderväxtart som först beskrevs av Markgr., och fick sitt nu gällande namn av Leeuwenb.. Tabernaemontana debrayi ingår i släktet Tabernaemontana och familjen oleanderväxter. Inga underarter finns listade i Catalogue of Life.